# Криста
Кръстина Кокорска, по-известна като Криста е българска поп, R&B, джаз певица и озвучаваща актриса.

## Биография
Родена е на 27 юни в град Плевен в семейството на музиканти. От дете свири на цигулка.
Завършва музикалното училище „Панайот Пипков“ в град Плевен със специалност народно пеене, и музикалната академия „Панчо Владигеров“ със специалност поп и джаз пеене в класа на Стефка Оникян.
След завършването си Криста става първата певица, избрана от Мария Илиева, продуцирана от лейбъла за българска музика „Стерео стая“.
Криста участва в множество музикални и театрални проекти. Партнира си с Камен Донев в постановките „Възгледите на един учител за народното творчество“, „Възгледите на един учител за всеобщата просвета“, „Възгледите на един учител за сватбите“, „Оркестърчи“, „Тъжни песни“ и „Песни на учителя“.
През 2007 г. участва в първия сезон на риалити предаването Music Idol.
През 2017 г. е вокален педадог в четвъртия сезон на риалити формата „Гласът на България“.
През 2020 г. играе Фиона в мюзикъла „Шрек“ в Софийска опера и балет.
Криста е известна с песните „Това, което искаш“, „За теб“, „Силна любов“ (в дует със Спенс) „Отново“ и „Будни“.

## Кариера в дублажа
От 2016 г. Криста се занимава с дублаж на филми и сериали, записани в студио „Александра Аудио“, „Доли Медия Студио“ и студио „Про Филмс“.
- „Angry Birds: Филмът 2“ – Силвър (Рейчъл Блум), 2019
- „DC Super Hero Girls“ – Супергърл, 2019
- „Аз, проклетникът 4“ – Патси Прескот, 2024
- „Балерина“, 2017
- „Гномчета вкъщи“ – Други гласове, 2018
- „Играта на играчките: Пътешествието“ – Други гласове, 2019
- „Енканто“ – Долорес Мадригал, 2021
- „Желание“ – Други гласове, 2023
- „Кучешки живот“, 2017
- „Ледена епоха 5: Големият сблъсък“ – Брук (Джеси Джей), 2016
- „Малката стъпка“ – Мичи (Зендая), 2018
- „Малкото пони: Филмът“ – Бързонога Дъга, 2017
- „Малкият, голям свят на Джесика“ – Голяма Джесика, 2024
- „Монстър Хай Бу Йорк“ – Кати Ноар, 2015
- „Нексо рицари“
- „Приключението на мумиите“ – Нефер, 2023
- „Пчеличката Мая: Игрите на меда“ – Вайълет, 2018
- „Ралф разбива интернета“ – Други гласове, 2018
- „Сладките грозничета“ – Мокси, 2019
- „Смелата Ваяна“ – Други гласове, 2016
- „Тайната на Коко“ – Други гласове, 2017
- „Тролчета“ – Попи (Ана Кендрик), 2016
- „Тролчета: Турнето“ – Попи (Ана Кендрик), 2020
- „Тролчета: Бандата се събира“ – Попи (Ана Кендрик), 2023
- „Цар лъв“ – Нала (Бионсе), 2019
- „Чаровният принц“ – Спящата красавица, 2018

## Песни
- 2009 – „Това, което искаш“[9]
- 2012 – „За теб“[10]
- 2013 – „Силна любов“ (дует със Спенс)[11]
- 2020 – „Отново“[12]
- 2022 – „Будни“[13][14]

## Личен живот
Има връзка с актьора Иваил Симеонов.